# Avenue Docteur Dejase
Pour les articles homonymes, voir Dejase.
L'avenue Docteur Dejase (en néerlandais : Docteur Dejaselaan) est une avenue bruxelloise de la commune de Schaerbeek qui va de la chaussée de Haecht à la place Terdelt en passant par la rue Willem Kuhnen et la rue Adolphe Marbotin.
La numérotation des habitations va de 1 à 43 pour le côté impair, et de 2 à 46 pour le côté pair.

## Histoire
Cette avenue porte le nom d'un ancien bourgmestre (1940-1947) de Schaerbeek, Arthur Dejase, né à Malines le 27 décembre 1876 et décédé à Schaerbeek le 19 janvier 1970.

D'autres voies ont reçu le nom d'un ancien bourgmestre schaerbeekois :
- place Colignon
- avenue et place Dailly
- avenue Raymond Foucart
- rue Geefs
- place Général Meiser
- rue Goossens
- rue Herman
- avenue Huart Hamoir
- rue Guillaume Kennis
- rue Ernest Laude
- rue Massaux
- boulevard Auguste Reyers
- rue Van Hove

## Adresses notables
- no 13 : New Laudy
- no 18 : Café de la Paix (halte du Meyboom)